# Józef Zaremba (powstaniec styczniowy)
Józef Zaremba (Zaręba ?) – powstaniec styczniowy.
Brał udział w powstaniu styczniowym w 1863 r. Dowodził 3. szwadronem w 2. pułku ułanów brygady gen. Edmunda Taczanowskiego. Brał m.in. udział w bitwie pod Rychłocicami w dniu 8 maja 1863 r. Tam został ranny. W czasie walki z doborową sotnią kozacką w Sędziejowicach (26 sierpnia 1863 r.) Zaremba obronił przed niechybną śmiercią od kos kosynierów rosyjskich oficerów: hr. Witmajera i księcia Urusowa. To wydarzenie posłużyło Marii Konopnickiej, wówczas mieszkającej w niedalekim Bronowie, do napisania patriotycznego wiersza pt. „O Zarembie w 1863 r.”, który został opublikowany pod pseudonimem Jan Sawa w Śpiewniku Historycznym.